# Mistrzostwa Azji w Piłce Siatkowej Kobiet 1993
VII Mistrzostwa Azji w piłce siatkowej kobiet odbyły się w 1993 roku w Szanghaju w Chinach. W mistrzostwach wystartowało 14 reprezentacji. Mistrzem została reprezentacja Chin – po raz piąty w historii. W mistrzostwach zadebiutowała reprezentacja Kazachstanu, Uzbekistanu.

## Klasyfikacja końcowa
| Miejsce | Reprezentacja    |
| ------- | ---------------- |
|         | Chiny            |
|         | Japonia          |
|         | Korea Południowa |
| 4.      | Chińskie Tajpej  |
| 5.      | Kazachstan       |
| 6.      | Uzbekistan       |
| 7.      | Tajlandia        |
| 8.      | Indonezja        |
| 9.      | Korea Północna   |
| 10.     | Australia        |
| 11.     | Nowa Zelandia    |
| 12.     | Hongkong         |
| 13.     | Filipiny         |
| 14.     | Sri Lanka        |